# Adrian I von Bubenberg
Adrian Ier von Bubenberg, né vers 1434 à Berne et mort en 1479 dans cette même ville est un membre de la noblesse portant le titre de chevalier (Ritter), un chef militaire et un responsable politique bernois. Avoyer (Schultheiss) de Berne à trois reprises, il est surtout connu comme le héros de la bataille de Morat en 1476.

## Biographie

### Origines des von Bubenberg
La famille von Bubenberg est liée aux premiers siècles de l'histoire bernoise, il est fait état dans les sources historiques de l'existence de la famille en 1230 déjà. Certaines sources les font descendre d'une branche de la famille des seigneurs de Jegenstorf.
Jean II von Bubenberg acheta en 1338 le château de Spiez aux seigneurs de Strattligen ainsi que la juridiction sur la ville et ses environs. Le château et sa seigneurie furent ensuite revendus pour cause de dettes à la famille de Diesbach en 1506 par Adrian II von Bubenberg.
Adrian est issu de la famille Bubenberg : il est le fils de Heinrich IV von Bubenberg, avoyer de Berne et seigneur (Freiherr) de Spiez et d'Anne de Rosenegg (morte en 1482). Dans son adolescence, il est page à la cour Bourgogne de Philippe le Bon.

### Carrière officielle
Bubenberg entre au Grand Conseil en 1451. De 1454 à 1455 il a la charge de bailli (Vogt) remplaçant au château de Lenzbourg et de 1457 à 1461, celle de bailli ordinaire. Il est baron de Spiez et seigneur de Strättligen, Mannenberg, Reutigen, Radelfingen, Schadau et Wartenfels (aujourd'hui canton de Soleure). En 1465, après la mort de son père, il devient membre du Petit Conseil de Berne. Lors de son pèlerinage à Jérusalem en 1466 il est fait chevalier du Saint-Sépulcre (Ritter vom Heiligen Grab) en l'église du Saint-Sépulcre. En 1468, il est élu pour la première fois au poste d'avoyer (Schultheiss) de Berne (il assurera deux autres mandats de 1473 à 1474 et de 1477 à 1479). La même année, il se voit confier le commandement en chef des troupes bernoises pour la campagne du Sundgau. En avril 1469, il se rend auprès de Nicolas de Flüe, ermite au Ranft pour vérifier de manière indépendante l'information selon laquelle ce personnage politiquement influent survivrait sans prendre aucune nourriture. Dans les années 1470 à 1471, il est le porte-parole de la noblesse de la ville dans la querelle bernoise des Twingherren.

### Mariages
- en 1454 avec Jacoba de Neuchâtel-Valangin (morte avant 1457)
- en 1457 avec Jeanne de La Sarraz (morte après 1480)

### Rôle pendant les guerres de Bourgogne

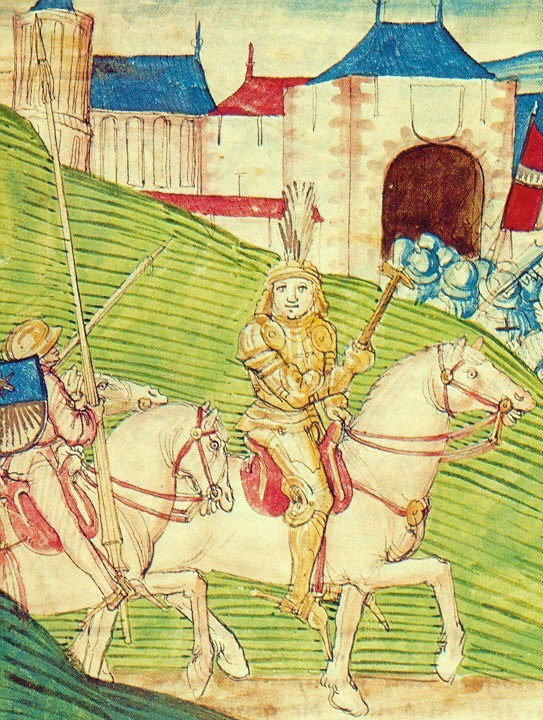
Adrian von Bubenberg entre dans Morat.

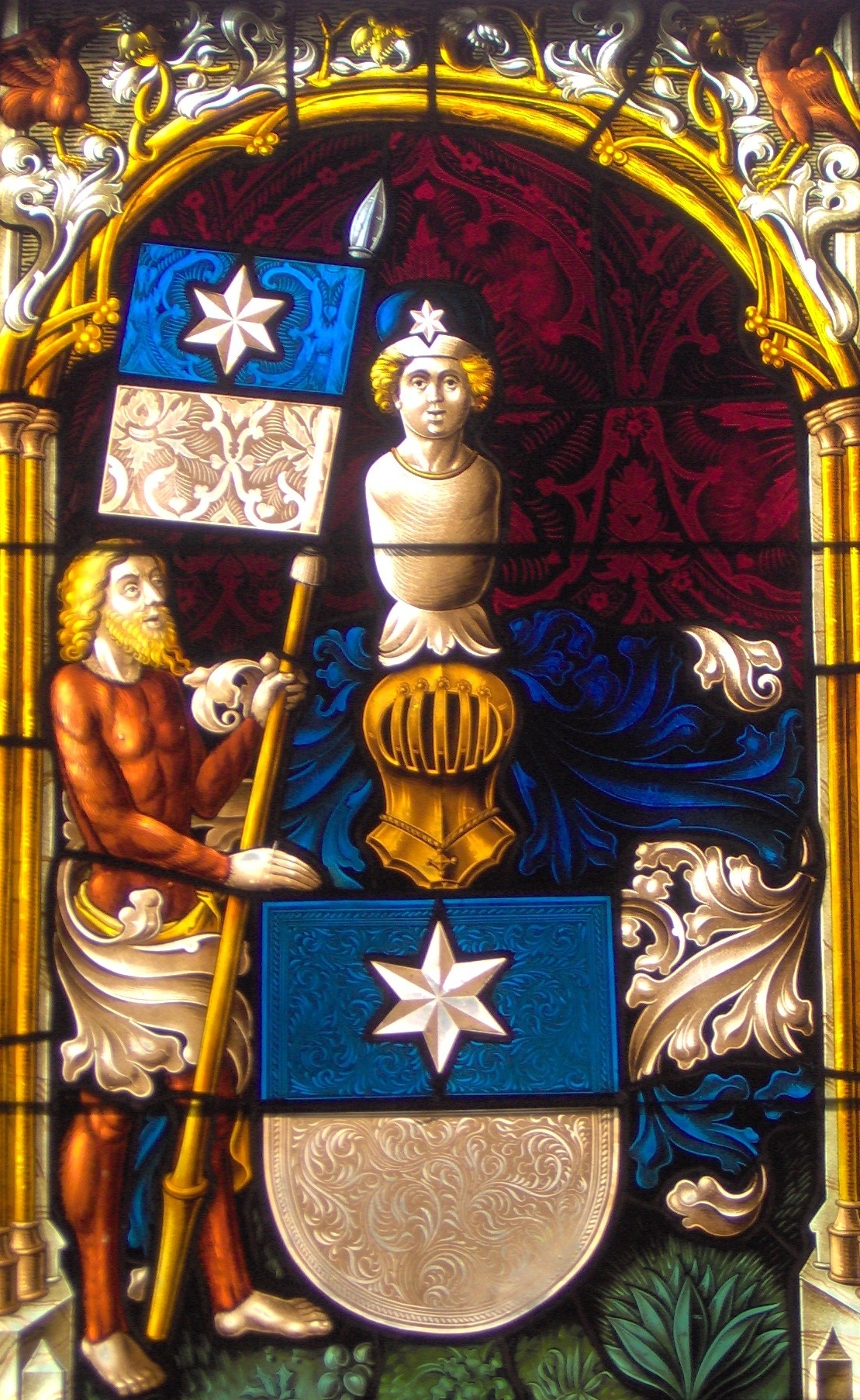
Détail d'un vitrail de la maison von Bubenberg, à la Collégiale Saint-Vincent de Berne (Berner Münster).

Des ambassades le conduisirent en Savoie, en Bourgogne et dans l'Empire. Lors des contacts diplomatiques précédant les Guerres de Bourgogne et sous l'impulsion de Nicolas de Diesbach, la majorité du Conseil bernois conclut avec le roi de France, Louis XI, une alliance agressive contre la Bourgogne. Adrian I von Bubenberg s'oppose farouchement à cette alliance, vraisemblablement à cause de ses attaches avec le duc de Bourgogne (il avait fait ses premières armes de chevalier dans le duché, était devenu ami du duc et la famille de son épouse, de La Sarraz, était alliée avec la Savoie et la Bourgogne) et il est pour cette raison exclu du Petit Conseil bernois le 10 juillet 1475 avec interdiction d'exercer une quelconque activité politique.
Il est néanmoins chargé de défendre la ville de Morat, menacée par les troupes du duc de Bourgogne, Charles le Téméraire, qui voulait se venger de la défaite subie à Grandson. Morat résista douze jours au siège, jusqu'à l'arrivée des troupes de secours. Les troupes suisses ayant balayé l'armée bourguignonne à la Bataille de Morat, la ville fut délivrée du siège.

### Mort et suites
En août 1479, Adrian von Bubenberg meurt d'une maladie ressemblant à la peste. Il s'agissait probablement d'une gangrène gazeuse consécutive à une blessure[réf. souhaitée]. Sa situation financière toujours précaire a perduré après sa mort.
Au cours de l'hiver 1480/81, l'abbé romain, protonotaire apostolique,  Nicolao Garriliati se rend à Berne avec un parchemin muni d'un sceau de plomb lui garantissant soi-disant le bénéfice du prieuré de Rüeggisberg, dont l'attribution relevait toutefois du Conseil de la ville de Berne. Le Conseil refuse la demande. Le fonctionnaire romain tente de faire pression sur le Conseil. Il déclare qu'Adrian von Bubenberg n'aurait pas dû être enterré dans la cathédrale Saint-Vincent et que son corps doit être exhumé et jeté à l'extérieur des murs de la ville. Cela laisse supposer une excommunication latente. Mais pour quel fait ? En tout cas, personne n'a jamais été excommunié ou banni pour ses dettes. En fait, rien n'est connu, à l'exception d'un événement : le 27 avril 1469, Adrian von Bubenberg se trouvait à titre privé au Ranft (Obwald) chez l'ermite Nicolas de Flüe lorsque celui-ci fut soumis à une expertise par le vicaire général et évêque auxiliaire de Constance Thomas Welder. Lors de l’examen, au cours duquel l'ermite est contraint d'avaler trois morceaux de pain trempé dans du vin bénit et menace de s'étouffer, Adrian von Bubenberg intervient en s’adressant à l'auxiliaire Thomas en ces termes : « Votre Grâce, s'il devait arriver que par cette nourriture vous provoquiez le mort de frère Nicolas, alors Votre Grâce verrait elle-même sa vie raccourcie »,. À l'époque, la menace contre un évêque était passible d'excommunication. Celle-ci n'a jamais été prononcée ici, mais elle était probablement latente. Le corps d'Adrian est resté dans la cathédrale. En contrepartie, Garriliati reçut des bénéfices et devint en outre citoyen de Berne et chanoine de l'évêché de Lausanne.
La sœur d'Adrian, Jeanne de Bubenberg, était mariée à Andreas Roll de Bonstetten, un vassal du duc Sigismond d'Autriche, mais avec des droits de cité à Zurich et à Berne. Ce dernier était commandant d'une troupe autrichienne pendant les guerres de Bourgogne, dont il devait lui-même assurer l'entretien. Il s'était alors fortement endetté et avait probablement fait appel à son beau-frère comme garant. C'est en tout cas ce qui expliquerait l'endettement d'Adrien. Andreas von Bonstetten avait un frère, l'humaniste précoce Albrecht von Bonstetten.

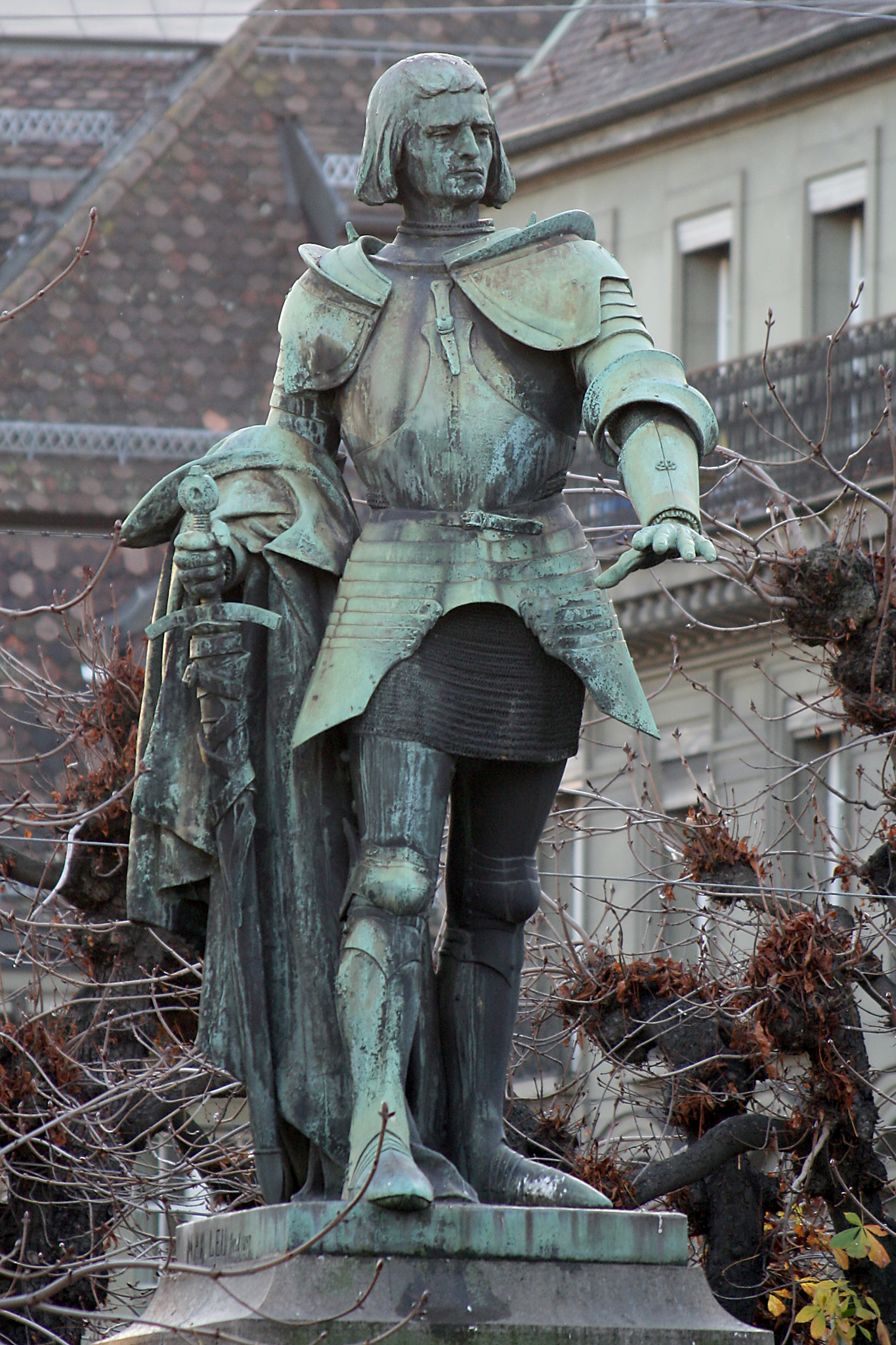
Adrian I von Bubenberg
Blason des von Bubenberg
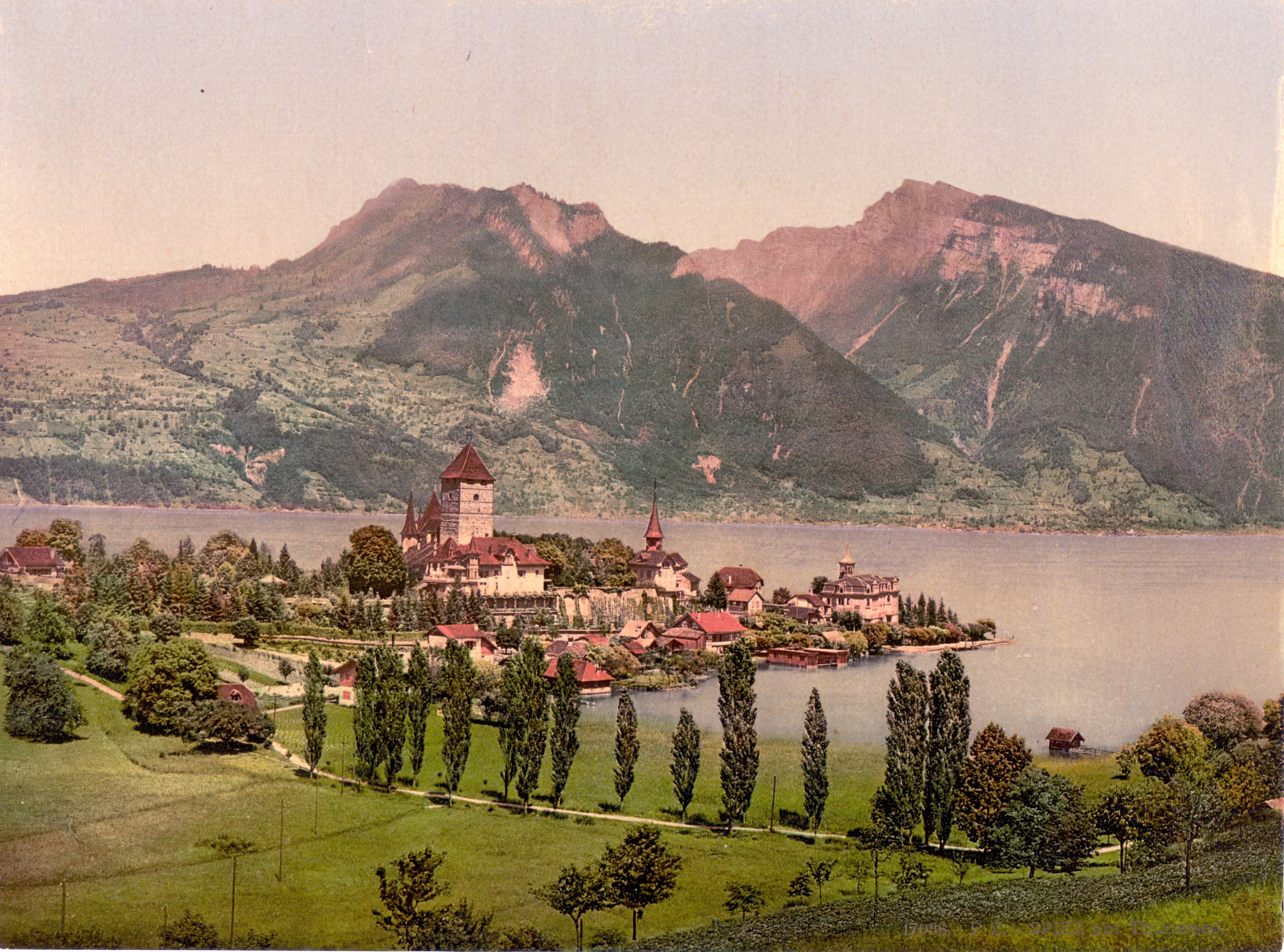
Le château de Spiez vers 1900
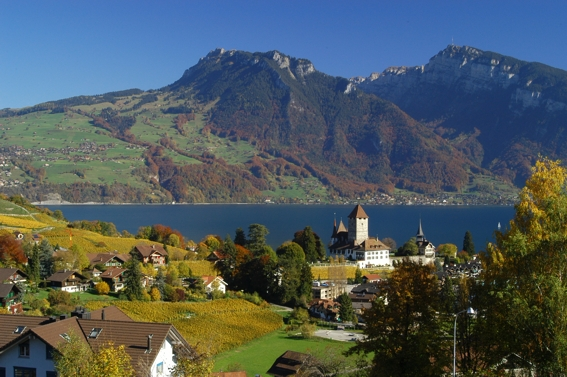
Le château de Spiez vers 2000

## Fin de ladynastie
En raison de profonds changements économiques et sociaux pendant le XVe siècle, mais aussi du train de vie dispendieux au service de la ville, la famille von Bubenberg dut faire face à de grosses difficultés économiques et elle dut aliéner une partie de ses biens.
Adrian I von Bubenberg fut même poursuivi pour dettes après sa mort et excommunié comme tel par le pape Sixte IV. Il aurait dû être exhumé et jeté dans le coin des débiteurs, mais en raison des services rendus, de sa loyauté envers la ville de Berne et de sa réputation, le Conseil bernois refusa de suivre la volonté du pape et Adrian I von Bubenberg resta enseveli dans le chœur de la collégiale de Berne.
Plusieurs héritiers répudièrent la succession de son fils, Adrian II von Bubenberg, dernier représentant légitime de la famille. En passant par Ludwig de Diesbach, une bonne partie de l'héritage finit par échoir à la famille des von Erlach en 1516.